# 24h Le Mans 2021

Tor Circuit de la Sarthe

24h Le Mans 2021 – 89. edycja 24-godzinnego wyścigu, który odbył się 21–22 sierpnia 2021 roku. Wyścig został zorganizowany przez Automobile Club de l’Ouest (ACO) i był on czwartą rundą sezonu 2021 serii FIA World Endurance Championship.

## Lista startowa

### Automatyczne zaproszenia
| Powód zaproszenia                                      | LMP2                                     | LMGTE Pro                                | LMGTE Am                    |
| ------------------------------------------------------ | ---------------------------------------- | ---------------------------------------- | --------------------------- |
| Zwycięstwo w 24 Hours of Le Mans                       | United Autosports                        |                                          | TF Sport                    |
| Mistrzostwo European Le Mans Series (LMP2 i LMGTE)     | United Autosports                        | Proton Competition                       | Proton Competition          |
| Wicemistrzostwo European Le Mans Series (LMP2 i LMGTE) | United Autosports                        | Kessel Racing                            | Kessel Racing               |
| Mistrzostwo European Le Mans Series (LMP3)             | United Autosports                        |                                          |                             |
| IMSA SportsCar Championship                            | Patrick Kelly                            |                                          | Ryan Hardwick               |
| Mistrzostwo Asian Le Mans Series (LMP2 i GT)           | G-Drive Racing                           | Precote Herberth Motorsport              | Precote Herberth Motorsport |
| Mistrzostwo the Asian Le Mans Series (LMP3)            | United Autosports                        |                                          |                             |
| Wicemistrzostwo Asian Le Mans Series (GT)              |                                          | GPX Racing                               | GPX Racing                  |
| Trzecie miejsce w Asian Le Mans Series (GT)            | Rinaldi Racing                           | Rinaldi Racing                           |                             |
| Czwarte miejsce w Asian Le Mans Series (GT)            | Inception Racing with Optimum Motorsport | Inception Racing with Optimum Motorsport |                             |
| Mistrzostwo Michelin Le Mans Cup (GT3)                 |                                          | Iron Lynx                                |                             |
| Źródło                                                 |                                          |                                          |                             |

### Pełna lista startowa
| Ikona | Seria                            |
| ----- | -------------------------------- |
| WEC   | FIA World Endurance Championship |
| ELMS  | European Le Mans Series          |
| ALMS  | Asian Le Mans Series             |
| IMSA  | IMSA SportsCar Championship      |
| 24LM  | Tylko 24h Le Mans                |

#### Kategoria Hypercar
| Nr     | Zespół              | Samochód            | Hybryda | Opony | Seria | Kierowcy         | Kierowcy          | Kierowcy           |
| ------ | ------------------- | ------------------- | ------- | ----- | ----- | ---------------- | ----------------- | ------------------ |
| 7      | Toyota Gazoo Racing | Toyota GR010 Hybrid | Tak     | M     | WEC   | Mike Conway      | Kamui Kobayashi   | José María López   |
| 8      | Toyota Gazoo Racing | Toyota GR010 Hybrid | Tak     | M     | WEC   | Sébastien Buemi  | Brendon Hartley   | Kazuki Nakajima    |
| 36     | Alpine Elf Matmut   | Alpine A480-Gibson  | Nie     | M     | WEC   | Nicolas Lapierre | André Negrão      | Matthieu Vaxivière |
| 708    | Glickenhaus Racing  | Glickenhaus 007 LMH | Nie     | M     | WEC   | Pipo Derani      | Franck Mailleux   | Olivier Pla        |
| 709    | Glickenhaus Racing  | Glickenhaus 007 LMH | Nie     | M     | WEC   | Ryan Briscoe     | Richard Westbrook | Romain Dumas       |
| Źródło |                     |                     |         |       |       |                  |                   |                    |

#### Kategoria LMP2
| Nr     | Zespół                    | Samochód              | Opony | Seria | K  | Kierowcy           | Kierowcy               | Kierowcy             |
| ------ | ------------------------- | --------------------- | ----- | ----- | -- | ------------------ | ---------------------- | -------------------- |
| 1      | Richard Mille Racing Team | Oreca 07-Gibson       | G     | WEC   | P2 | Tatiana Calderón   | Sophia Flörsch         | Beitske Visser       |
| 17     | IDEC Sport                | Oreca 07-Gibson       | G     | ELMS  | PA | Ryan Dalziel       | Dwight Merriman        | Thomas Laurent       |
| 20     | High Class Racing         | Oreca 07-Gibson       | G     | WEC   | PA | Dennis Andersen    | Marco Sørensen         | Ricky Taylor         |
| 21     | DragonSpeed USA           | Oreca 07-Gibson       | G     | WEC   | PA | Ben Hanley         | Henrik Hedman          | Juan Pablo Montoya   |
| 22     | United Autosports USA     | Oreca 07-Gibson       | G     | WEC   | P2 | Filipe Albuquerque | Philip Hanson          | Fabio Scherer        |
| 23     | United Autosports         | Oreca 07-Gibson       | G     | ELMS  | P2 | Wayne Boyd         | Alex Lynn              | Paul di Resta        |
| 24     | PR1 Motorsports Mathiasen | Oreca 07-Gibson       | G     | IMSA  | PA | Gabriel Aubry      | Patrick Kelly          | Simon Trummer        |
| 25     | G-Drive Racing            | Aurus 01-Gibson       | G     | ALMS  | PA | Rui Andrade        | John Falb              | Roberto Merhi        |
| 26     | G-Drive Racing            | Aurus 01-Gibson       | G     | ELMS  | P2 | Franco Colapinto   | Roman Rusinov          | Nyck de Vries        |
| 28     | Jota                      | Oreca 07-Gibson       | G     | WEC   | P2 | Tom Blomqvist      | Sean Gelael            | Stoffel Vandoorne    |
| 29     | Racing Team Nederland     | Oreca 07-Gibson       | G     | WEC   | PA | Frits van Eerd     | Giedo van der Garde    | Job van Uitert       |
| 30     | Duqueine Team             | Oreca 07-Gibson       | G     | ELMS  | P2 | René Binder        | Tristan Gommendy       | Guillermo Rojas      |
| 31     | Team WRT                  | Oreca 07-Gibson       | G     | WEC   | P2 | Robin Frijns       | Ferdinand von Habsburg | Charles Milesi       |
| 32     | United Autosports         | Oreca 07-Gibson       | G     | ELMS  | P2 | Jonathan Aberdein  | Nico Jamin             | Manuel Maldonado     |
| 34     | Inter Europol Competition | Oreca 07-Gibson       | G     | WEC   | P2 | Alex Brundle       | Jakub Śmiechowski      | Renger van der Zande |
| 38     | Jota                      | Oreca 07-Gibson       | G     | WEC   | P2 | Anthony Davidson   | António Félix da Costa | Roberto González     |
| 39     | SO24-DIROB By Graff       | Oreca 07-Gibson       | G     | ELMS  | PA | Vincent Capillaire | Arnold Robin           | Maxime Robin         |
| 41     | Team WRT                  | Oreca 07-Gibson       | G     | ELMS  | P2 | Louis Delétraz     | Robert Kubica          | Yifei Ye             |
| 44     | ARC Bratislava            | Oreca 07-Gibson       | G     | WEC   | PA | Miroslav Konôpka   | Matej Konôpka          | Oliver Webb          |
| 48     | IDEC Sport                | Oreca 07-Gibson       | G     | ELMS  | P2 | Paul-Loup Chatin   | Paul Lafargue          | Patrick Pilet        |
| 49     | Sashi-High Class Racing   | Oreca 07-Gibson       | G     | 24LM  | P2 | Anders Fjordbach   | Jan Magnussen          | Kevin Magnussen      |
| 65     | Panis Racing              | Oreca 07-Gibson       | G     | ELMS  | P2 | James Allen        | Julien Canal           | Will Stevens         |
| 70     | Realteam Racing           | Oreca 07-Gibson       | G     | WEC   | PA | Loïc Duval         | Esteban Garcia         | Norman Nato          |
| 74     | Racing Team India Eurasia | Ligier JS P217-Gibson | G     | ALMS  | PA | James Winslow      | John Corbett           | Tom Cloet            |
| 82     | Risi Competizione         | Oreca 07-Gibson       | G     | IMSA  | P2 | Ryan Cullen        | Oliver Jarvis          | Felipe Nasr          |
| Źródło |                           |                       |       |       |    |                    |                        |                      |

| Ikona | Klasyfikacja          |
| ----- | --------------------- |
| P2    | Tylko LMP2            |
| PA    | LMP2 oraz LMP2 Pro-Am |

#### Kategoria LMGTE Pro
| Nr     | Zespół             | Samochód                | Opony | Seria | Kierowcy            | Kierowcy              | Kierowcy            |
| ------ | ------------------ | ----------------------- | ----- | ----- | ------------------- | --------------------- | ------------------- |
| 51     | AF Corse           | Ferrari 488 GTE Evo     | M     | WEC   | James Calado        | Alessandro Pier Guidi | Côme Ledogar        |
| 52     | AF Corse           | Ferrari 488 GTE Evo     | M     | WEC   | Miguel Molina       | Daniel Serra          | Sam Bird            |
| 63     | Corvette Racing    | Chevrolet Corvette C8.R | M     | IMSA  | Nicky Catsburg      | Antonio García        | Jordan Taylor       |
| 64     | Corvette Racing    | Chevrolet Corvette C8.R | M     | IMSA  | Tommy Milner        | Alexander Sims        | Nicholas Tandy      |
| 72     | Hub Auto Racing    | Porsche 911 RSR-19      | M     | ALMS  | Maxime Martin       | Alvaro Parente        | Dries Vanthoor      |
| 79     | WeatherTech Racing | Porsche 911 RSR-19      | M     | IMSA  | Earl Bamber         | Cooper MacNeil        | Laurens Vanthoor    |
| 91     | Porsche GT Team    | Porsche 911 RSR-19      | M     | WEC   | Gianmaria Bruni     | Richard Lietz         | Frédéric Makowiecki |
| 92     | Porsche GT Team    | Porsche 911 RSR-19      | M     | WEC   | Michael Christensen | Kévin Estre           | Neel Jani           |
| Źródło |                    |                         |       |       |                     |                       |                     |

#### Kategoria LMGTE Am
| Nr     | Zespół                | Samochód                 | Opony | Seria | Kierowcy              | Kierowcy                  | Kierowcy           |
| ------ | --------------------- | ------------------------ | ----- | ----- | --------------------- | ------------------------- | ------------------ |
| 18     | Absolute Racing       | Porsche 911 RSR-19       | M     | 24LM  | Andrew Haryanto       | Alessio Picariello        | Marco Seefried     |
| 33     | TF Sport              | Aston Martin Vantage AMR | M     | WEC   | Felipe Fraga          | Ben Keating               | Dylan Pereira      |
| 46     | Team Project 1        | Porsche 911 RSR-19       | M     | WEC   | Anders Buchardt       | Dennis Olsen              | Robert Foley       |
| 47     | Cetilar Racing        | Ferrari 488 GTE Evo      | M     | WEC   | Roberto Lacorte       | Giorgio Sernagiotto       | Antonio Fuoco      |
| 54     | AF Corse              | Ferrari 488 GTE Evo      | M     | WEC   | Francesco Castellacci | Giancarlo Fisichella      | Thomas Flohr       |
| 55     | Spirit of Race        | Ferrari 488 GTE Evo      | M     | ELMS  | Duncan Cameron        | Matt Griffin              | David Perel        |
| 56     | Team Project 1        | Porsche 911 RSR-19       | M     | WEC   | Matteo Cairoli        | Egidio Perfetti           | Riccardo Pera      |
| 57     | Kessel Racing         | Ferrari 488 GTE Evo      | M     | ALMS  | Scott Andrews         | Mikkel Jensen             | Takeshi Kimura     |
| 60     | Iron Lynx             | Ferrari 488 GTE Evo      | M     | WEC   | Paolo Ruberti         | Raffaele Gianmaria        | Claudio Schiavoni  |
| 66     | JMW Motorsport        | Ferrari 488 GTE Evo      | M     | ELMS  | Jody Fannin           | Thomas Neubauer           | Rodrigo Sales      |
| 69     | Herberth Motorsport   | Porsche 911 RSR-19       | M     | ALMS  | Robert Renauer        | Ralf Bohn                 | Rolf Ineichen      |
| 71     | Inception Racing      | Ferrari 488 GTE Evo      | M     | ALMS  | Ben Barnicoat         | Brendan Iribe             | Ollie Millroy      |
| 77     | Dempsey-Proton Racing | Porsche 911 RSR-19       | M     | WEC   | Matt Campbell         | Jaxon Evans               | Christian Ried     |
| 80     | Iron Lynx             | Ferrari 488 GTE Evo      | M     | ELMS  | Matteo Cressoni       | Rino Mastronardi          | Callum Ilott       |
| 83     | AF Corse              | Ferrari 488 GTE Evo      | M     | WEC   | Nicklas Nielsen       | François Perrodo          | Alessio Rovera     |
| 85     | Iron Lynx             | Ferrari 488 GTE Evo      | M     | WEC   | Rahel Frey            | Michelle Gatting          | Sarah Bovy         |
| 86     | GR Racing             | Porsche 911 RSR-19       | M     | WEC   | Benjamin Barker       | Tom Gamble                | Michael Wainwright |
| 88     | Dempsey-Proton Racing | Porsche 911 RSR-19       | M     | WEC   | Julien Andlauer       | Dominique Bastien         | Lance Arnold       |
| 95     | TF Sport              | Aston Martin Vantage AMR | M     | ELMS  | Ross Gunn             | Oliver Hancock            | John Hartshorne    |
| 98     | Aston Martin Racing   | Aston Martin Vantage AMR | M     | WEC   | Marcos Gomes          | Paul Dalla Lana           | Nicki Thiim        |
| 99     | Proton Competition    | Porsche 911 RSR-19       | M     | ELMS  | Harry Tincknell       | Vuttikhorn Inthraphuvasak | Florian Latorre    |
| 388    | Rinaldi Racing        | Ferrari 488 GTE Evo      | M     | ALMS  | Jeroen Bleekemolen    | Pierre Ehret              | Christian Hook     |
| 777    | D'Station Racing      | Aston Martin Vantage AMR | M     | WEC   | Tomonobu Fujii        | Satoshi Hoshino           | Andrew Watson      |
| Źródło |                       |                          |       |       |                       |                           |                    |

#### Innovative Car
| Nr     | Zespół            | Samochód        | Opony | Seria | Kierowcy    | Kierowcy     | Kierowcy        |
| ------ | ----------------- | --------------- | ----- | ----- | ----------- | ------------ | --------------- |
| 84     | Association SRT41 | Oreca 07-Gibson | G     | ELMS  | Takuma Aoki | Nigel Bailly | Matthieu Lahaye |
| Źródło |                   |                 |       |       |             |              |                 |

### Lista rezerwowa
| Miejsce | Klasa    | Nr | Zespół             | Samochód                 | Opony | Seria | Kierowcy             | Kierowcy      | Kierowcy         |
| ------- | -------- | -- | ------------------ | ------------------------ | ----- | ----- | -------------------- | ------------- | ---------------- |
| 1       | LMGTE Am | 62 | AF Corse           | Ferrari 488 GTE Evo      | M     | ELMS  | Simon Mann           | Toni Vilander | Christoph Ulrich |
| 2       | LMP2     | 27 | Algarve Pro Racing | Oreca 07-Gibson          | G     | ELMS  | Mark Patterson       | Naveen Rao    |                  |
| 3       | LMGTE Am | 59 | Garage 59          | Aston Martin Vantage AMR | M     | ALMS  | Alexander West       |               |                  |
| 4       | LMGTE Am | 61 | AF Corse           | Ferrari 488 GTE Evo      | M     | ALMS  | Francesco Piovanetti |               |                  |
| Źródło  |          |    |                    |                          |       |       |                      |               |                  |

## Harmonogram
| Dzień                  | Godzina | Sesja                     | Długość    |
| ---------------------- | ------- | ------------------------- | ---------- |
| Niedziela, 15 sierpnia | 9:00    | Pierwsza sesja testowa    | 4 godziny  |
| Niedziela, 15 sierpnia | 14:00   | Druga sesja testowa       | 5 godzin   |
| Środa, 18 sierpnia     | 14:00   | Pierwsza sesja treningowa | 3 godziny  |
| Środa, 18 sierpnia     | 19:00   | Kwalifikacje              | 60 minut   |
| Środa, 18 sierpnia     | 22:00   | Druga sesja treningowa    | 2 godziny  |
| Czwartek, 19 sierpnia  | 14:00   | Trzecia sesja treningowa  | 3 godziny  |
| Czwartek, 19 sierpnia  | 21:00   | Hyperpole                 | 30 minut   |
| Czwartek, 19 sierpnia  | 22:00   | Czwarta sesja treningowa  | 2 godziny  |
| Sobota, 21 sierpnia    | 11:30   | Rozgrzewka                | 15 minut   |
| Sobota, 21 sierpnia    | 16:00   | Wyścig                    | 24 godziny |
| Źródła                 |         |                           |            |

## Dzień testowy
Dzień testowy odbył się 15 sierpnia i w ramach niego odbyły się dwie sesje testowe.
| Klasa          | Zespół                  | Samochód                 | Czas           | Okr.           |                |
| Sesja pierwsza | Sesja pierwsza          | Sesja pierwsza           | Sesja pierwsza | Sesja pierwsza | Sesja pierwsza |
| -------------- | ----------------------- | ------------------------ | -------------- | -------------- | -------------- |
| Hypercar       | #8 Toyota Gazoo Racing  | Toyota GR010 Hybrid      | 3:31.263       | 36             |                |
| LMP2           | #23 United Autosports   | Oreca 07                 | 3:33.038       | 38             |                |
| LMGTE Pro      | #92 Porsche GT Team     | Porsche 911 RSR-19       | 3:52.901       | 36             |                |
| LMGTE Am       | #98 Aston Martin Racing | Aston Martin Vantage AMR | 3:55.710       | 36             |                |
| Sesja druga    |                         |                          |                |                |                |
| Hypercar       | #708 Glickenhaus Racing | Glickenhaus 007 LMH      | 3:29.115       | 48             |                |
| LMP2           | #48 IDEC Sport          | Oreca 07                 | 3:31.105       | 63             |                |
| LMGTE Pro      | #79 WeatherTech Racing  | Porsche 911 RSR-19       | 3:52.938       | 44             |                |
| LMGTE Am       | #99 Proton Competition  | Porsche 911 RSR-19       | 3:54.472       | 53             |                |

## Sesje treningowe
| Klasa          | Zespół                      | Samochód             | Czas           | Okr.           |                |
| Sesja pierwsza | Sesja pierwsza              | Sesja pierwsza       | Sesja pierwsza | Sesja pierwsza | Sesja pierwsza |
| -------------- | --------------------------- | -------------------- | -------------- | -------------- | -------------- |
| Hypercar       | #7 Toyota Gazoo Racing      | Toyota GR010 Hybrid  | 3:29.309       | 36             |                |
| LMP2           | #22 United Autosports USA   | Oreca 07             | 3:29.441       | 28             |                |
| LMGTE Pro      | #52 AF Corse                | Ferrari 488 GTE Evo  | 3:50.123       | 28             |                |
| LMGTE Am       | #56 Team Project 1          | Porsche 911 RSR-19   | 3:50.193       | 27             |                |
| Sesja druga    |                             |                      |                |                |                |
| Hypercar       | #8 Toyota Gazoo Racing      | Toyota GR010 Hybrid  | 3:29.351       | 29             |                |
| LMP2           | #38 Jota                    | Oreca 07             | 3:32.390       | 25             |                |
| LMGTE Pro      | #79 WeatherTech Racing      | Porsche 911 RSR-19   | 3:49.018       | 22             |                |
| LMGTE Am       | #88 Dempsey – Proton Racing | Porsche 911 RSR-19   | 3:51.452       | 16             |                |
| Sesja trzecia  |                             |                      |                |                |                |
| Hypercar       | #36 Alpine Elf Matmut       | Alpine A480 – Gibson | 3:26.594       | 29             |                |
| LMP2           | #38 Jota                    | Oreca 07             | 3:30.213       | 32             |                |
| LMGTE Pro      | #92 Porsche GT Team         | Porsche 911 RSR-19   | 3:48.126       | 30             |                |
| LMGTE Am       | #88 Dempsey – Proton Racing | Porsche 911 RSR-19   | 3:50.167       | 31             |                |
| Sesja czwarta  |                             |                      |                |                |                |
| Hypercar       | #8 Toyota Gazoo Racing      | Toyota GR010 Hybrid  | 3:27.994       | 27             |                |
| LMP2           | #26 G-Drive Racing          | Oreca 07             | 3:31.414       | 23             |                |
| LMGTE Pro      | #79 WeatherTech Racing      | Porsche 911 RSR-19   | 3:48.246       | 22             |                |
| LMGTE Am       | #83 AF Corse                | Ferrari 488 GTE Evo  | 3:51.561       | 25             |                |

## Kwalifikacje
Pole position w każdej z klas jest oznaczone pogrubieniem.
| Poz.   | Klasa      | Zespół                        | Kwalifikacje | Hyperpole | Poz. s. |
| ------ | ---------- | ----------------------------- | ------------ | --------- | ------- |
| 1      | Hypercar   | #7 Toyota Gazoo Racing        | 3:26.279     | 3:23.900  | 1       |
| 2      | Hypercar   | #8 Toyota Gazoo Racing        | 3:27.671     | 3:24.195  | 2       |
| 3      | Hypercar   | #36 Alpine Elf Matmut         | 3:27.095     | 3:25.574  | 3       |
| 4      | Hypercar   | #708 Glickenhaus Racing       | 3:28.256     | 3:25.639  | 4       |
| 5      | Hypercar   | #709 Glickenhaus Racing       | 3:29.381     | 3:27.656  | 5       |
| 6      | LMP2       | #38 Jota                      | 3:28.807     | 3:27.950  | 6       |
| 7      | LMP2       | #41 Team WRT                  | 3:29.441     | 3:28.470  | 7       |
| 8      | LMP2       | #65 Panis Racing              | 3:29.508     | 3:28.586  | 8       |
| 9      | LMP2       | #26 G-Drive Racing            | 3:29.246     | 3:28.943  | 9       |
| 10     | LMP2       | #32 United Autosports         | 3:29.688     | 3:29.078  | 10      |
| 11     | LMP2       | #23 United Autosports         | 3:29.830     | 3:30.027  | 11      |
| 12     | LMP2       | #28 Jota                      | 3:29.835     |           | 12      |
| 13     | LMP2       | #70 Realteam Racing           | 3:29.861     |           | 13      |
| 14     | LMP2       | #24 PR1 Motorsports Mathiasen | 3:30.123     |           | 14      |
| 15     | LMP2       | #48 IDEC Sport                | 3:30.166     |           | 15      |
| 16     | LMP2       | #31 Team WRT                  | 3:30.182     |           | 16      |
| 17     | LMP2       | #22 United Autosports USA     | 3:30.234     |           | 17      |
| 18     | LMP2       | #21 DragonSpeed USA           | 3:30.323     |           | 18      |
| 19     | LMP2       | #82 Risi Competizione         | 3:30.418     |           | 19      |
| 20     | LMP2       | #30 Duqueine Team             | 3:30.691     |           | 20      |
| 21     | LMP2       | #29 Racing Team Nederland     | 3:30.843     |           | 21      |
| 22     | LMP2       | #34 Inter Europol Competition | 3:30.908     |           | 22      |
| 23     | LMP2       | #25 G-Drive Racing            | 3:31.203     |           | 23      |
| 24     | LMP2       | #49 Sashi-High Class Racing   | 3:31.830     |           | 24      |
| 25     | LMP2       | #20 High Class Racing         | 3:32.252     |           | 25      |
| 26     | LMP2       | #44 ARC Bratislava            | 3:32.446     |           | 26      |
| 27     | LMP2       | #1 Richard Mille Racing Team  | 3:32.598     |           | 27      |
| 28     | Innovative | #84 Association SRT41         | 3:33.538     |           | 28      |
| 29     | LMP2       | #39 SO24-Dirob by Graff       | 3:34.005     |           | 29      |
| 30     | LMP2       | #74 Racing Team India Eurasia | 3:36.012     |           | 30      |
| 31     | LMGTE Pro  | #72 Hub Auto Racing           | 3:47.599     | 3:46.882  | 31      |
| 32     | LMGTE Pro  | #52 AF Corse                  | 3:46.011     | 3:47.063  | 32      |
| 33     | LMGTE Pro  | #64 Corvette Racing           | 3:47.074     | 3:47.093  | 33      |
| 34     | LMGTE Pro  | #51 AF Corse                  | 3:46.581     | 3:47.247  | 34      |
| 35     | LMGTE Pro  | #91 Porsche GT Team           | 3:47.624     | 3:47.696  | 35      |
| 36     | LMGTE Pro  | #92 Porsche GT Team           | 3:46.779     | Bez czasu | 36      |
| 37     | LMGTE Pro  | #79 WeatherTech Racing        | 3:47.682     |           | 37      |
| 38     | LMGTE Pro  | #63 Corvette Racing           | 3:49.643     |           | 38      |
| 39     | LMGTE Am   | #88 Dempsey-Proton Racing     | 3:48.620     | 3:47.987  | 39      |
| 40     | LMGTE Am   | #86 GR Racing                 | 3:49.100     | 3:48.560  | 40      |
| 41     | LMGTE Am   | #56 Team Project 1            | 3:49.608     | 3:48.876  | 41      |
| 42     | LMGTE Am   | #47 Cetilar Racing            | 3:49.102     | 3:49.387  | 42      |
| 43     | LMGTE Am   | #71 Inception Racing          | 3:49.462     | 3:49.477  | 43      |
| 44     | LMGTE Am   | #33 TF Sport                  | 3:49.663     | 3:49.676  | 44      |
| 45     | LMGTE Am   | #80 Iron Lynx                 | 3:49.693     |           | 45      |
| 46     | LMGTE Am   | #57 Kessel Racing             | 3:49.715     |           | 46      |
| 47     | LMGTE Am   | #99 Proton Competition        | 3:49.788     |           | 47      |
| 48     | LMGTE Am   | #54 AF Corse                  | 3:49.829     |           | 48      |
| 49     | LMGTE Am   | #83 AF Corse                  | 3:49.881     |           | 49      |
| 50     | LMGTE Am   | #77 Dempsey – Proton Racing   | 3:49.913     |           | 50      |
| 51     | LMGTE Am   | #18 Absolute Racing           | 3:50.016     |           | 51      |
| 52     | LMGTE Am   | #388 Rinaldi Racing           | 3:50.018     |           | 52      |
| 53     | LMGTE Am   | #95 TF Sport                  | 3:50.059     |           | 53      |
| 54     | LMGTE Am   | #98 Aston Martin Racing       | 3:50.156     |           | 54      |
| 55     | LMGTE Am   | #85 Iron Lynx                 | 3:50.314     |           | 55      |
| 56     | LMGTE Am   | #60 Iron Lynx                 | 3:50.768     |           | 56      |
| 57     | LMGTE Am   | #777 D'Station Racing         | 3:51.107     |           | 57      |
| 58     | LMGTE Am   | #46 Team Project 1            | 3:51.411     |           | 58      |
| 59     | LMGTE Am   | #55 Spirit of Race            | 3:52.088     |           | 59      |
| 60     | LMGTE Am   | #66 JMW Motorsport            | 3:52.304     |           | 60      |
| 61     | LMGTE Am   | #69 Herberth Motorsport       | 3:52.960     |           | 61      |
| –      | LMP2       | #17 IDEC Sport                | 3:30.709     |           | -       |
| Źródła |            |                               |              |           |         |

## Wyścig

### Wyniki
Minimum do bycia sklasyfikowanym (70 procent dystansu pokonanego przez zwycięzców wyścigu) wyniosło 259 okrążeń. Zwycięzcy klas są oznaczeni pogrubieniem.
| Poz.                         | Klasa         | Zespół                        | Kierowcy                                                  | Samochód                         | Opony | Okr. | Czas          |
| Poz.                         | Klasa         | Zespół                        | Kierowcy                                                  | Silnik                           | Opony | Okr. | Czas          |
| ---------------------------- | ------------- | ----------------------------- | --------------------------------------------------------- | -------------------------------- | ----- | ---- | ------------- |
| 1                            | Hypercar      | #7 Toyota Gazoo Racing        | Mike Conway Kamui Kobayashi José María López              | Toyota GR010 Hybrid              | M     | 371  | 24:00:50.768  |
| 1                            | Hypercar      | #7 Toyota Gazoo Racing        | Mike Conway Kamui Kobayashi José María López              | Toyota 3.5L V6 Twin-Turbo Hybrid | M     | 371  | 24:00:50.768  |
| 2                            | Hypercar      | #8 Toyota Gazoo Racing        | Sébastien Buemi Brendon Hartley Kazuki Nakajima           | Toyota GR010 Hybrid              | M     | 369  | +2 okrążenia  |
| 2                            | Hypercar      | #8 Toyota Gazoo Racing        | Sébastien Buemi Brendon Hartley Kazuki Nakajima           | Toyota 3.5L V6 Twin-Turbo Hybrid | M     | 369  | +2 okrążenia  |
| 3                            | Hypercar      | #36 Alpine Elf Matmut         | Nicolas Lapierre André Negrão Matthieu Vaxivière          | Alpine A480                      | M     | 367  | +4 okrążenia  |
| 3                            | Hypercar      | #36 Alpine Elf Matmut         | Nicolas Lapierre André Negrão Matthieu Vaxivière          | Gibson GL458 4.5 L V8            | M     | 367  | +4 okrążenia  |
| 4                            | Hypercar      | #708 Glickenhaus Racing       | Pipo Derani Franck Mailleux Olivier Pla                   | Glickenhaus 007 LMH              | M     | 367  | +4 okrążenia  |
| 4                            | Hypercar      | #708 Glickenhaus Racing       | Pipo Derani Franck Mailleux Olivier Pla                   | Glickenhaus 3.5L V8 Turbo        | M     | 367  | +4 okrążenia  |
| 5                            | Hypercar      | #709 Glickenhaus Racing       | Ryan Briscoe Romain Dumas Richard Westbrook               | Glickenhaus 007 LMH              | M     | 364  | +7 okrążeń    |
| 5                            | Hypercar      | #709 Glickenhaus Racing       | Ryan Briscoe Romain Dumas Richard Westbrook               | Glickenhaus 3.5L V8 Turbo        | M     | 364  | +7 okrążeń    |
| 6                            | LMP2          | #31 Team WRT                  | Robin Frijns Ferdinand Habsburg Charles Milesi            | Oreca 07                         | G     | 363  | +8 okrążeń    |
| 6                            | LMP2          | #31 Team WRT                  | Robin Frijns Ferdinand Habsburg Charles Milesi            | Gibson GK428 4.2L V8             | G     | 363  | +8 okrążeń    |
| 7                            | LMP2          | #28 Jota Sport                | Tom Blomqvist Sean Gelael Stoffel Vandoorne               | Oreca 07                         | G     | 363  | +8 okrążeń    |
| 7                            | LMP2          | #28 Jota Sport                | Tom Blomqvist Sean Gelael Stoffel Vandoorne               | Gibson GK428 4.2L V8             | G     | 363  | +8 okrążeń    |
| 8                            | LMP2          | #65 Panis Racing              | James Allen Julien Canal Will Stevens                     | Oreca 07                         | G     | 362  | +9 okrążeń    |
| 8                            | LMP2          | #65 Panis Racing              | James Allen Julien Canal Will Stevens                     | Gibson GK428 4.2L V8             | G     | 362  | +9 okrążeń    |
| 9                            | LMP2          | #23 United Autosports         | Wayne Boyd Alex Lynn Paul di Resta                        | Oreca 07                         | G     | 361  | +10 okrążeń   |
| 9                            | LMP2          | #23 United Autosports         | Wayne Boyd Alex Lynn Paul di Resta                        | Gibson GK428 4.2L V8             | G     | 361  | +10 okrążeń   |
| 10                           | LMP2          | #34 Inter Europol Competition | Alex Brundle Jakub Śmiechowski Renger van der Zande       | Oreca 07                         | G     | 360  | +11 okrążeń   |
| 10                           | LMP2          | #34 Inter Europol Competition | Alex Brundle Jakub Śmiechowski Renger van der Zande       | Gibson GK428 4.2L V8             | G     | 360  | +11 okrążeń   |
| 11                           | LMP2          | #48 IDEC Sport                | Paul-Loup Chatin Paul Lafargue Patrick Pilet              | Oreca 07                         | G     | 359  | +12 okrążenia |
| 11                           | LMP2          | #48 IDEC Sport                | Paul-Loup Chatin Paul Lafargue Patrick Pilet              | Gibson GK428 4.2L V8             | G     | 359  | +12 okrążenia |
| 12                           | LMP2          | #26 G-Drive Racing            | Franco Colapinto Roman Rusinov Nyck de Vries              | Oreca 07                         | G     | 358  | +13 okrążeń   |
| 12                           | LMP2          | #26 G-Drive Racing            | Franco Colapinto Roman Rusinov Nyck de Vries              | Gibson GK428 4.2L V8             | G     | 358  | +13 okrążeń   |
| 13                           | LMP2          | #38 Jota Sport                | António Félix da Costa Anthony Davidson Roberto González  | Oreca 07                         | G     | 358  | +13 okrążeń   |
| 13                           | LMP2          | #38 Jota Sport                | António Félix da Costa Anthony Davidson Roberto González  | Gibson GK428 4.2L V8             | G     | 358  | +13 okrążeń   |
| 14                           | LMP2          | #30 Duquiene Team             | René Binder Tristan Gommendy Guillermo Rojas              | Oreca 07                         | G     | 357  | +14 okrążeń   |
| 14                           | LMP2          | #30 Duquiene Team             | René Binder Tristan Gommendy Guillermo Rojas              | Gibson GK428 4.2L V8             | G     | 357  | +14 okrążeń   |
| 15                           | LMP2 (Pro-Am) | #21 DragonSpeed USA           | Henrik Hedman Ben Hanley Juan Pablo Montoya               | Oreca 07                         | G     | 356  | +15 okrążeń   |
| 15                           | LMP2 (Pro-Am) | #21 DragonSpeed USA           | Henrik Hedman Ben Hanley Juan Pablo Montoya               | Gibson GK428 4.2L V8             | G     | 356  | +15 okrążeń   |
| 16                           | LMP2 (Pro-Am) | #29 Racing Team Nederland     | Frits van Eerd Giedo van der Garde Job van Uitert         | Oreca 07                         | G     | 356  | +15 okrążeń   |
| 16                           | LMP2 (Pro-Am) | #29 Racing Team Nederland     | Frits van Eerd Giedo van der Garde Job van Uitert         | Gibson GK428 4.2L V8             | G     | 356  | +15 okrążeń   |
| 17                           | LMP2 (Pro-Am) | #70 Realteam Racing           | Loïc Duval Esteban García Norman Nato                     | Oreca 07                         | G     | 356  | +15 okrążeń   |
| 17                           | LMP2 (Pro-Am) | #70 Realteam Racing           | Loïc Duval Esteban García Norman Nato                     | Gibson GK428 4.2L V8             | G     | 356  | +15 okrążeń   |
| 18                           | LMP2 (Pro-Am) | #20 High Class Racing         | Dennis Andersen Marco Sørensen Ricky Taylor               | Oreca 07                         | G     | 353  | +18 okrążeń   |
| 18                           | LMP2 (Pro-Am) | #20 High Class Racing         | Dennis Andersen Marco Sørensen Ricky Taylor               | Gibson GK428 4.2L V8             | G     | 353  | +18 okrążeń   |
| 19                           | LMP2 (Pro-Am) | #39 SO24-DIROB By Graff       | Vincent Capillaire Arnold Robin Maxime Robin              | Oreca 07                         | G     | 352  | +19 okrążeń   |
| 19                           | LMP2 (Pro-Am) | #39 SO24-DIROB By Graff       | Vincent Capillaire Arnold Robin Maxime Robin              | Gibson GK428 4.2L V8             | G     | 352  | +19 okrążeń   |
| 20                           | LMGTE Pro     | #51 AF Corse                  | James Calado Alessandro Pier Guidi Côme Ledogar           | Ferrari 488 GTE Evo              | M     | 345  | +26 okrążeń   |
| 20                           | LMGTE Pro     | #51 AF Corse                  | James Calado Alessandro Pier Guidi Côme Ledogar           | Ferrari F154CB 3.9L Turbo V8     | M     | 345  | +26 okrążeń   |
| 21                           | LMGTE Pro     | #63 Corvette Racing           | Nick Catsburg Antonio García Jordan Taylor                | Chevrolet Corvette C8.R          | M     | 345  | +26 okrążeń   |
| 21                           | LMGTE Pro     | #63 Corvette Racing           | Nick Catsburg Antonio García Jordan Taylor                | Chevrolet LT5.5 5.5L V8          | M     | 345  | +26 okrążeń   |
| 22                           | LMGTE Pro     | #92 Porsche GT Team           | Michael Christensen Kévin Estre Neel Jani                 | Porsche 911 RSR-19               | M     | 344  | +27 okrążeń   |
| 22                           | LMGTE Pro     | #92 Porsche GT Team           | Michael Christensen Kévin Estre Neel Jani                 | Porsche 4.0L Flat-6              | M     | 344  | +27 okrążeń   |
| 23                           | LMGTE Pro     | #91 Porsche GT Team           | Gianmaria Bruni Richard Lietz Frédéric Makowiecki         | Porsche 911 RSR-19               | M     | 343  | +28 okrążeń   |
| 23                           | LMGTE Pro     | #91 Porsche GT Team           | Gianmaria Bruni Richard Lietz Frédéric Makowiecki         | Porsche 4.0L Flat-6              | M     | 343  | +28 okrążeń   |
| 24                           | LMP2          | #44 ARC Bratislava            | Matej Konôpka Miroslav Konôpka Oliver Webb                | Oreca 07                         | G     | 342  | +29 okrążeń   |
| 24                           | LMP2          | #44 ARC Bratislava            | Matej Konôpka Miroslav Konôpka Oliver Webb                | Gibson GK428 4.2L V8             | G     | 342  | +29 okrążeń   |
| 25                           | LMGTE Am      | #83 AF Corse                  | Nicklas Nielsen François Perrodo Alessio Rovera           | Ferrari 488 GTE Evo              | M     | 340  | +31 okrążeń   |
| 25                           | LMGTE Am      | #83 AF Corse                  | Nicklas Nielsen François Perrodo Alessio Rovera           | Ferrari F154CB 3.9L Turbo V8     | M     | 340  | +31 okrążeń   |
| 26                           | LMGTE Am      | #33 TF Sport                  | Felipe Fraga Ben Keating Dylan Pereira                    | Aston Martin Vantage AMR         | M     | 339  | +32 okrążenia |
| 26                           | LMGTE Am      | #33 TF Sport                  | Felipe Fraga Ben Keating Dylan Pereira                    | Aston Martin 4.5L V8 Turbo       | M     | 339  | +32 okrążenia |
| 27                           | LMGTE Am      | #80 Iron Lynx                 | Matteo Cressoni Callum Ilott Rino Mastronardi             | Ferrari 488 GTE Evo              | M     | 338  | +33 okrążenia |
| 27                           | LMGTE Am      | #80 Iron Lynx                 | Matteo Cressoni Callum Ilott Rino Mastronardi             | Ferrari F154CB 3.9L Turbo V8     | M     | 338  | +33 okrążenia |
| 28                           | LMP2 (Pro-Am) | #74 Racing Team India Eurasia | Tom Cloet John Corbett James Winslow                      | Oreca 07                         | G     | 338  | +33 okrążenia |
| 28                           | LMP2 (Pro-Am) | #74 Racing Team India Eurasia | Tom Cloet John Corbett James Winslow                      | Gibson GK428 4.2L V8             | G     | 338  | +33 okrążenia |
| 29                           | LMP2          | #49 Sashi-High Class Racing   | Anders Fjordbach Jan Magnussen Kevin Magnussen            | Oreca 07                         | G     | 336  | +35 okrążeń   |
| 29                           | LMP2          | #49 Sashi-High Class Racing   | Anders Fjordbach Jan Magnussen Kevin Magnussen            | Gibson GK428 4.2L V8             | G     | 336  | +35 okrążeń   |
| 30                           | LMGTE Am      | #60 Iron Lynx                 | Raffaele Giammaria Paolo Ruberti Claudio Schiavoni        | Ferrari 488 GTE Evo              | M     | 335  | +36 okrążeń   |
| 30                           | LMGTE Am      | #60 Iron Lynx                 | Raffaele Giammaria Paolo Ruberti Claudio Schiavoni        | Ferrari F154CB 3.9L Turbo V8     | M     | 335  | +36 okrążeń   |
| 31                           | LMGTE Am      | #77 Dempsey-Proton Racing     | Matt Campbell Jaxon Evans Christian Ried                  | Porsche 911 RSR-19               | M     | 335  | +36 okrążeń   |
| 31                           | LMGTE Am      | #77 Dempsey-Proton Racing     | Matt Campbell Jaxon Evans Christian Ried                  | Porsche 4.0L Flat-6              | M     | 335  | +36 okrążeń   |
| 32                           | Innovative    | #84 Association SRT41         | Takuma Aoki Nigel Bailly Matthieu Lahaye                  | Oreca 07                         | G     | 334  | +37 okrążeń   |
| 32                           | Innovative    | #84 Association SRT41         | Takuma Aoki Nigel Bailly Matthieu Lahaye                  | Gibson GK428 4.2L V8             | G     | 334  | +37 okrążeń   |
| 33                           | LMGTE Am      | #777 D'Station Racing         | Tomonobu Fujii Satoshi Hoshino Andrew Watson              | Aston Martin Vantage AMR         | M     | 333  | +38 okrążeń   |
| 33                           | LMGTE Am      | #777 D'Station Racing         | Tomonobu Fujii Satoshi Hoshino Andrew Watson              | Aston Martin 4.5L V8 Turbo       | M     | 333  | +38 okrążeń   |
| 34                           | LMGTE Am      | #18 Absolute Racing           | Andrew Haryanto Alessio Picariello Marco Seefried         | Porsche 911 RSR-19               | M     | 332  | +39 okrążeń   |
| 34                           | LMGTE Am      | #18 Absolute Racing           | Andrew Haryanto Alessio Picariello Marco Seefried         | Porsche 4.0L Flat-6              | M     | 332  | +39 okrążeń   |
| 35                           | LMGTE Am      | #95 TF Sport                  | Ross Gunn Oliver Hancock John Hartshorne                  | Aston Martin Vantage AMR         | M     | 332  | +39 okrążeń   |
| 35                           | LMGTE Am      | #95 TF Sport                  | Ross Gunn Oliver Hancock John Hartshorne                  | Aston Martin 4.5L V8 Turbo       | M     | 332  | +39 okrążeń   |
| 36                           | LMGTE Am      | #85 Iron Lynx                 | Sarah Bovy Rahel Frey Michelle Gatting                    | Ferrari 488 GTE Evo              | M     | 332  | +39 okrążeń   |
| 36                           | LMGTE Am      | #85 Iron Lynx                 | Sarah Bovy Rahel Frey Michelle Gatting                    | Ferrari F154CB 3.9L Turbo V8     | M     | 332  | +39 okrążeń   |
| 37                           | LMGTE Pro     | #52 AF Corse                  | Sam Bird Miguel Molina Daniel Serra                       | Ferrari 488 GTE Evo              | M     | 331  | +40 okrążeń   |
| 37                           | LMGTE Pro     | #52 AF Corse                  | Sam Bird Miguel Molina Daniel Serra                       | Ferrari F154CB 3.9L Turbo V8     | M     | 331  | +40 okrążeń   |
| 38                           | LMGTE Am      | #69 Herberth Motorsport       | Ralf Bohn Rolf Ineichen Robert Renauer                    | Porsche 911 RSR-19               | M     | 330  | +41 okrążeń   |
| 38                           | LMGTE Am      | #69 Herberth Motorsport       | Ralf Bohn Rolf Ineichen Robert Renauer                    | Porsche 4.0L Flat-6              | M     | 330  | +41 okrążeń   |
| 39                           | LMGTE Am      | #54 AF Corse                  | Francesco Castellacci Giancarlo Fisichella Thomas Flohr   | Ferrari 488 GTE Evo              | M     | 329  | +42 okrążenia |
| 39                           | LMGTE Am      | #54 AF Corse                  | Francesco Castellacci Giancarlo Fisichella Thomas Flohr   | Ferrari F154CB 3.9L Turbo V8     | M     | 329  | +42 okrążenia |
| 40                           | LMP2          | #22 United Autosports USA     | Filipe Albuquerque Philip Hanson Fabio Scherer            | Oreca 07                         | G     | 328  | +43 okrążenia |
| 40                           | LMP2          | #22 United Autosports USA     | Filipe Albuquerque Philip Hanson Fabio Scherer            | Gibson GK428 4.2L V8             | G     | 328  | +43 okrążenia |
| 41                           | LMGTE Am      | #71 Inception Racing          | Ben Barnicoat Brendan Iribe Oliver Millroy                | Ferrari 488 GTE Evo              | M     | 327  | +44 okrążenia |
| 41                           | LMGTE Am      | #71 Inception Racing          | Ben Barnicoat Brendan Iribe Oliver Millroy                | Ferrari F154CB 3.9L Turbo V8     | M     | 327  | +44 okrążenia |
| 42                           | LMGTE Am      | #88 Dempsey-Proton Racing     | Julien Andlauer Lance Arnold Dominique Bastien            | Porsche 911 RSR-19               | M     | 327  | +44 okrążenia |
| 42                           | LMGTE Am      | #88 Dempsey-Proton Racing     | Julien Andlauer Lance Arnold Dominique Bastien            | Porsche 4.0L Flat-6              | M     | 327  | +44 okrążenia |
| 43                           | LMGTE Am      | #86 GR Racing                 | Ben Barker Tom Gamble Michael Wainwright                  | Porsche 911 RSR-19               | M     | 322  | +49 okrążeń   |
| 43                           | LMGTE Am      | #86 GR Racing                 | Ben Barker Tom Gamble Michael Wainwright                  | Porsche 4.0L Flat-6              | M     | 322  | +49 okrążeń   |
| 44                           | LMGTE Pro     | #64 Corvette Racing           | Tommy Milner Alexander Sims Nick Tandy                    | Chevrolet Corvette C8.R          | M     | 313  | +58 okrążeń   |
| 44                           | LMGTE Pro     | #64 Corvette Racing           | Tommy Milner Alexander Sims Nick Tandy                    | Chevrolet LT5.5 5.5L V8          | M     | 313  | +58 okrążeń   |
| Niesklasyfikowani            |               |                               |                                                           |                                  |       |      |               |
|                              | LMP2          | #41 Team WRT                  | Louis Delétraz Robert Kubica Yifei Ye                     | Oreca 07                         | G     | 362  |               |
| Gibson GK428 4.2L V8         | LMP2          | #41 Team WRT                  | Louis Delétraz Robert Kubica Yifei Ye                     |                                  | G     | 362  |               |
|                              | LMP2          | #82 Risi Competizione         | Ryan Cullen Oliver Jarvis Felipe Nasr                     | Oreca 07                         | G     | 275  |               |
| Gibson GK428 4.2L V8         | LMP2          | #82 Risi Competizione         | Ryan Cullen Oliver Jarvis Felipe Nasr                     |                                  | G     | 275  |               |
| Nie ukończyli                |               |                               |                                                           |                                  |       |      |               |
|                              | LMGTE Am      | #388 Rinaldi Racing           | Jeroen Bleekemolen Pierre Ehret Christian Hook            | Ferrari 488 GTE Evo              | M     | 271  |               |
| Ferrari F154CB 3.9L Turbo V8 | LMGTE Am      | #388 Rinaldi Racing           | Jeroen Bleekemolen Pierre Ehret Christian Hook            |                                  | M     | 271  |               |
|                              | LMP2 (Pro-Am) | #24 PR1 Motorsports Mathiasen | Gabriel Aubry Patrick Kelly Simon Trummer                 | Oreca 07                         | G     | 261  |               |
| Gibson GK428 4.2L V8         | LMP2 (Pro-Am) | #24 PR1 Motorsports Mathiasen | Gabriel Aubry Patrick Kelly Simon Trummer                 |                                  | G     | 261  |               |
|                              | LMGTE Pro     | #72 Hub Auto Racing           | Maxime Martin Álvaro Parente Dries Vanthoor               | Porsche 911 RSR-19               | M     | 227  |               |
| Porsche 4.0L Flat-6          | LMGTE Pro     | #72 Hub Auto Racing           | Maxime Martin Álvaro Parente Dries Vanthoor               |                                  | M     | 227  |               |
|                              | LMGTE Pro     | #79 WeatherTech Racing        | Earl Bamber Cooper MacNeil Laurens Vanthoor               | Porsche 911 RSR-19               | M     | 139  |               |
| Porsche 4.0L Flat-6          | LMGTE Pro     | #79 WeatherTech Racing        | Earl Bamber Cooper MacNeil Laurens Vanthoor               |                                  | M     | 139  |               |
|                              | LMGTE Am      | #46 Team Project 1            | Anders Burchardt Robby Foley Dennis Olsen                 | Porsche 911 RSR-19               | M     | 138  |               |
| Porsche 4.0L Flat-6          | LMGTE Am      | #46 Team Project 1            | Anders Burchardt Robby Foley Dennis Olsen                 |                                  | M     | 138  |               |
|                              | LMGTE Am      | #57 Kessel Racing             | Scott Andrews Mikkel Jensen Takeshi Kimura                | Ferrari 488 GTE Evo              | M     | 128  |               |
| Ferrari F154CB 3.9L Turbo V8 | LMGTE Am      | #57 Kessel Racing             | Scott Andrews Mikkel Jensen Takeshi Kimura                |                                  | M     | 128  |               |
|                              | LMGTE Am      | #66 JMW Motorsport            | Jody Fannin Thomas Neubauer Rodrigo Sales                 | Ferrari 488 GTE Evo              | M     | 117  |               |
| Ferrari F154CB 3.9L Turbo V8 | LMGTE Am      | #66 JMW Motorsport            | Jody Fannin Thomas Neubauer Rodrigo Sales                 |                                  | M     | 117  |               |
|                              | LMGTE Am      | #55 Spirit of Race            | Duncan Cameron Matthew Griffin David Perel                | Ferrari 488 GTE Evo              | M     | 109  |               |
| Ferrari F154CB 3.9L Turbo V8 | LMGTE Am      | #55 Spirit of Race            | Duncan Cameron Matthew Griffin David Perel                |                                  | M     | 109  |               |
|                              | LMP2 (Pro-Am) | #25 G-Drive Racing            | Rui Andrade John Falb Roberto Merhi                       | Oreca 07                         | G     | 108  |               |
| Gibson GK428 4.2L V8         | LMP2 (Pro-Am) | #25 G-Drive Racing            | Rui Andrade John Falb Roberto Merhi                       |                                  | G     | 108  |               |
|                              | LMGTE Am      | #47 Cetilar Racing            | Antonio Fuoco Roberto Lacorte Giorgio Sernagiotto         | Ferrari 488 GTE Evo              | M     | 90   |               |
| Ferrari F154CB 3.9L Turbo V8 | LMGTE Am      | #47 Cetilar Racing            | Antonio Fuoco Roberto Lacorte Giorgio Sernagiotto         |                                  | M     | 90   |               |
|                              | LMGTE Am      | #56 Team Project 1            | Matteo Cairoli Riccardo Pera Egidio Perfetti              | Porsche 911 RSR-19               | M     | 84   |               |
| Porsche 4.0L Flat-6          | LMGTE Am      | #56 Team Project 1            | Matteo Cairoli Riccardo Pera Egidio Perfetti              |                                  | M     | 84   |               |
|                              | LMP2          | #32 United Autosports         | Jonathan Aberdein Nico Jamin Manuel Maldonado             | Oreca 07                         | G     | 75   |               |
| Gibson GK428 4.2L V8         | LMP2          | #32 United Autosports         | Jonathan Aberdein Nico Jamin Manuel Maldonado             |                                  | G     | 75   |               |
|                              | LMP2          | #1 Richard Mille Racing Team  | Tatiana Calderón Sophia Flörsch Beitske Visser            | Oreca 07                         | G     | 74   |               |
| Gibson GK428 4.2L V8         | LMP2          | #1 Richard Mille Racing Team  | Tatiana Calderón Sophia Flörsch Beitske Visser            |                                  | G     | 74   |               |
|                              | LMGTE Am      | #99 Proton Competition        | Vuttikhorn Inthraphuvasak Florian Latorre Harry Tincknell | Porsche 911 RSR-19               | M     | 66   |               |
| Porsche 4.0L Flat-6          | LMGTE Am      | #99 Proton Competition        | Vuttikhorn Inthraphuvasak Florian Latorre Harry Tincknell |                                  | M     | 66   |               |
|                              | LMGTE Am      | #98 Aston Martin Racing       | Marcos Gomes Paul Dalla Lana Nicki Thiim                  | Aston Martin Vantage AMR         | M     | 45   |               |
| Aston Martin 4.5L V8 Turbo   | LMGTE Am      | #98 Aston Martin Racing       | Marcos Gomes Paul Dalla Lana Nicki Thiim                  |                                  | M     | 45   |               |

### Statystyki

#### Najszybsze okrążenie
| Klasa     | Kierowca        | Zespół                 | Czas     | Okr. |
| --------- | --------------- | ---------------------- | -------- | ---- |
| Hypercar  | Brendon Hartley | #8 Toyota Gazoo Racing | 3:27,607 | 60   |
| LMP2      | Will Stevens    | Panis Racing           | 3:31,096 | 349  |
| LMGTE Pro | Alexander Sims  | #64 Corvette Racing    | 3:47,501 | 273  |
| LMGTE Am  | Dylan Pereira   | #33 TF Sport           | 3:49,707 | 269  |
| Źródło    |                 |                        |          |      |